# علی مرادی (وزنه‌بردار)
علی مرادی وزنه‌بردار بازنشسته و رئیس پیشین فدراسیون وزنه‌برداری ایران است. وی در مجمع انتخاباتی فدراسیون وزنه‌برداری در اردیبهشت ۱۳۹۴ با کسب ۲۴ رأی به عنوان رئیس فدراسیون جانشین حسین رضازاده گردید و مجدداً در تیر ماه ۱۳۹۸ ‏با کسب ۲۲‬ ‏رأی برای چهار سال دیگر به عنوان رئیس فدراسیون وزنه‌برداری ایران انتخاب شد.

## سوابق تحصیلی
- لیسانس تربیت بدنی و علوم ورزشی از دانشگاه تربیت معلم
- فوق لیسانس تربیت بدنی و علوم ورزشی از دانشگاه آزاد اسلامی واحد تهران مرکزی
- دکترای افتخاری از دانشکده تربیت بدنی و علوم ورزشی ازبکستان

## عناوین و سوابق ورزشی
- قهرمان وزنه‌برداری جوانان و بزرگسالان آسیا
- نفر چهارم وزنه‌برداری جوانان جهان
- رکورددار وزنه‌برداری جوانان و بزرگسالان آسیا
- داور بین‌المللی درجه یک وزنه‌برداری

## اصرار به حضور در ریاست فدراسیون پس از ابلاغ بازنشستگی
در حالی که علی مرادی یکی از مدیران بازنشسته شاغل در فدراسیون‌هاستو این حکم به وی در دی ۱۴۰۰ ابلاغ گردید،
او این موضوع را رد کرد و گفت ۳۳ سال سابقه دارم و تا ۳۵ سال می‌توانم خدمت کنم. مرادی در ۲۷ بهمن ۱۴۰۰ به محل فدراسیون بازگشت.
کیکاووس سعیدی، دبیرکل کمیته ملی المپیک در ۳۰ بهمن ۱۴۰۰ اعلام کرد که هنوز برای فدراسیون سرپرست تعیین نشده‌است و یک ماه قبل از برگزاری مجمع باید رئیس فدراسیون یا سرپرست (بدون حق رای) به مجمع دعوت می‌شدند. از آنجا که فرصتی نبود تا منتظر شوند فدراسیون تعیین تکلیف شود، مجبور شدند رئیس فدراسیون را دعوت کنند. اما هر زمان سرپرست تعیین شود آن نامه کان لم یکن می‌شود و سرپرست فدراسیون به عنوان میهمان دعوت خواهد شد.
دادگاه تجدید نظر دیوان عدالت اداری رأی بدوی ابطال انتخابات فدراسیون وزنه‌برداری را در ۳۰ خرداد ۱۴۰۱ تأیید کردو بر این اساس پس از مرادی سجاد انوشیروانی سرپرست فدراسیون وزنه‌برداری تعیین گردید.

## حواشی و انتقادها
فدراسیون وزنه‌برداری در دوران مدیریت علی مرادی شاهد حواشی متعددی بود به طوری که از دوران ریاست او به عنوان ضعیف‌ترین دوره مدیریت وزنه‌برداری ایران یاد می‌شود.
مدیری که قهرمانان گذشته را به کنار رانده بود و به قهرمانان فعلی هم هیچ توجهی نداشت و باعث سرخوردگی بسیاری از آنها شد.

### تصمیمات
نقش تصمیماتی که علی مرادی گرفته در ایجاد این حواشی پر رنگ بوده‌است. جنجالی‌ترین آن در مورد کیانوش رستمی بود. مرادی در شرایطی که تمام کارشناسان معتقد بودند کیانوش رستمی نباید به تنهایی تمرین کند، از تصمیم رستمی حمایت کرد. این تصمیم به قیمت استعفای سجاد انوشیروانی سرمربی تیم ملی تمام شد، اما در میانه راه، زمانی که رستمی چند شکست متوالی را تجربه کرد، مرادی خودش را از این قضیه کنار کشید.
آشفته بازاری که وزنه‌برداری تا دقیقه ۹۰ برای حضور در المپیک درگیر آن بود، از دیگر اتفاقاتی است که در فدراسیون علی مرادی رخ داد در حالی که ایران هم می‌توانست مانند کشورهای دیگر با برنامه تر عمل کند.
ایسنا در گزارشی تحلیلی در ۲۳ مرداد ۱۴۰۰ با عنوان: "علی مرادی، مدیری که حاشیه را دوست دارد/ آتش اختلافات به جان وزنه‌برداری" نوشت:
«مرادی در این سال‌ها چنان فضا را بست که فقط چند نفر خاص در فدراسیون سمت داشتند و حتی برای حضور در انتخابات فدراسیون جهانی هم فقط نام یاران خود را ثبت نام کرد و خط قرمزی روی نام چهره‌های شاخص وزنه‌برداری کشید.
مرادی هیچ‌گاه برای برداشتن فاصله ای که بین او و دیگر اهالی وزنه‌برداری ایجاد شده‌است، قدم مثبتی برنداشت و برعکس بارها با صحبت‌های جنجالی خود به آتش اختلافات دامن زده‌است. نمونهٔ آخر آن پس از المپیک توکیو بود که در یک برنامه تلویزیونی اظهار نظر جنجالی را در مورد المپیک لندن داشت و عنوان کرد که نمی‌داند سعید محمد پور تست دوپینگ داده‌است یا نه.»

### پناهندگی یکتا جمالی
یکی از دلایل اصلی از پناهندگی یکتا جمالی به آلمان را برخوردهای علی مردای می‌دانند.
پس از پناهندگی جمالی، پدر وی از علی مرادی شکایت کرد.

### اعتصاب ملی پوشان
ملی پوشان وزنه‌برداری در خرداد ۱۴۰۱ اعتصاب کرده و اردوی تیم ملی را ترک کردند.
علی مرادی، رئیس فدراسیون در نخستین واکنش به اعتصاب ورزشکاران مصاحبه ای نسبتاً تند انجام داد و وزنه برداران را با دعوت از ورزشکاران امید و جوانان تهدید به کنار گذاشتن کرد. علی مرادی به خبرگزاری ایسنا گفت: «شرایط خوبی است حتی به نظرم نسبت به برخی رشته‌ها شرایط بهتری داریم. حالا اگر دوستان انتظار دارند که در هتل پنج ستاره باشند، فکر می‌کنم نه من و نه ورزش کشور بتواند چنین شرایطی را فراهم کند. در حد توان کارها را انجام می‌دهیم، کمیته ملی المپیک و وزارت ورزش تلاش می‌کنند رفاه حال ورزشکاران را فراهم کنند. ورزشکاران سربازان این مملکت هستند و سرباز باید خیلی از خودگذشتگی داشته باشد.» او تأکید کرد: «نمی‌توانیم فرصت را نگه داریم که آنها هر موقع عشق شان کشید و هر کاری خواستند، انجام دهند. بعد از تعطیلات، آقای برخواه برنامه اردویی دارد و به وزنه برداران اعلام می‌کنیم، اگر آمدند قدم شان روی چشم و اگر نیامدند نمی‌توانم کار را رها کنیم و تیم‌های جوانان و امید هستند.»
مصاحبه مرادی ورزشکاران را عصبانی تر کرد و آنها با نوشتن یک بیانیهٔ تازه موضعی رادیکال تر اتخاذ کردند. ورزشکاران نوشتند آب معدنی در اردوی تیم ملی سهمیه بندی است. کارمندان فدراسیون چهار برابر ورزشکاران حقوق می‌گیرند و برخی افراد نالایق در فدراسیون سمت دارند. در بخش دیگری از این بیانیه اشاره شده که در سالن تمرین کنسرت برگزار می‌شود و این مانع از استراحت ورزشکاران می‌شود.
همزمان با بیانیهٔ دوم ورزشکاران، مرادی در دومین واکنش به این اتفاق برخواه سرمربی تیم ملی را عزل کرد. در حالی که برخواه حداقل توی رسانه‌ها تلاش کرده بود نه طرف ورزشکاران بایستد و نه طرف فدراسیون تا شمایل حرفه ای خود را حفظ کرده باشد. با این حال روز جمعه علی مرادی در حکمی سرمربی تیم را برکنار کرد. در میانه حواشی فدراسیون روز جمعه یک خبر باورنکردنی دیگر منتشر شد. ایوب موسوی عنوان دار آسیا و جهان که روز چهارشنبه اردوی تیم ملی را ترک کرده بود توسط چند نفر از اراذل و اوباش مورد ضرب و شتم قرار گرفت و از ناحیه سر و دست دچار مصدومیت شدید شد. آن طور که خود ایوب به رسانه‌ها گفته این اتفاق در کافه شخصی اش رخ داده‌است. موسوی در گفت وگو با رسانه‌ها تعریف کرد: «کافه کوچکی دارم و بین برادرم و یک نفر بحث کوچکی به وجود آمد و من از آن فرد خواستم بحث را تمام کند و برود. بعد از چند دقیقه دیدم با چند نفر دیگر همراه با چوب و چاقو به ما حمله کردند که بر اثر حمله آنها دست من شکست و با چاقو سرم را نیز شکافتند. ما سریع به پلیس اطلاع دادیم و وقتی متوجه شدند پلیس را خبر کرده‌ایم، فرار کردند وگرنه داشتند من را می‌کشتند.» این اتفاق انتقادات از رئیس فدراسیون را به اوج رساند، چراکه برخی معتقد بودند اگر ایوب موسوی در آن زمان سر تمرین‌هایش حضور داشت چنین اتفاقی برای او رخ نمی‌داد. حمله دسته جمعی به قهرمان وزنه‌برداری ایران، ورزشکاران را به نوشتن بیانیه سوم ترغیب کرد. آنها این بار تأکید کردند پشت یکدیگر را خالی نمی‌کنند. در این بیانیه که روز گذشته منتشر شد، آمده‌است: «شرایط موجود برای روزهای اخیر نیست و سال هاست گریبانگیر وزنه‌برداری شده. با تغییرات ظاهری اصل مشکل پابرجا باقی می‌ماند. ماجرای ایوب موسوی قهرمان چند دوره جهان و آسیا مشتی نمونه خروار است که با وجود افتخارآفرینی‌های بسیار برای تأمین معاش زندگی با چنین مشکلاتی روبه رو شد.

### انتقادها
حسین رضازاده در ۲۸ فروردین ۱۳۹۷ در واکنش به گفته‌های مرادی راجع به آمار بالای دوپینگ در زمان ریاست رضازاده از وی انتقاد کرد.
عماد باقری از وزنه‌برداران دستهٔ ۱۰۹ کیلوگرم تیم ملی وزنه‌برداری ایران و دارندهٔ سه نقرهٔ جام نعیم سلیمان‌اوغلو ترکیه در نوامبر ۲۰۲۲، گفت که علی مرادی به دلیل اختلافاتی که از کوروش باقری عموی او داشته به او اجازه نمی‌داده وارد تیم ملی بشود و تنها پس از رفتن مرادی از فدراسیون بوده که عماد باقری توانسته به تیم ملی وزنه‌برداری راه بیابد.
از سعید حدادیان (خویشاند درجه یک مرادی) و هم چنین از سرداران سپاه به عنوان حامیان وی یاد می‌شود.